# Vilayet di Van
Il vilayet di Van (in turco: Vilâyet-i Van), fu un vilayet dell'Impero ottomano, nell'area dell'attuale Turchia.

## Storia
Nel 1875 l'eyalet di Erzurum venne diviso in sei vilayets: Erzurum, Van, Hakkari, Bitlis, Hozat (Dersim) e Kars-Çildir. Nel 1888 per ordine del sultano Hakkari venne unito al vilayet di Van, ed Hozat a quello di Mamuret ul-Aziz.
Il centro economico della provincia era la città di Van ed il territorio confinava con Russia e Persia, con un gran numero di guarnigioni. Il sanjak di Van ed il Sanjak di Hakkari ricoprono i territori delle attuali provine turche di Van, Hakkâri e parte della province di Şırnak, Muş e Bingöl.

## Geografia antropica

### Suddivisioni amministrative
I sanjak del vilayet di Van nel XIX erano:
1. sanjak di Van
2. sanjak di Hakkâri

## Composizione della popolazione
| Provenienza della popolazione residente (dati del 1914)) |         |
| Musulmani                                                | 179.380 |
| Armeni                                                   | 67.792  |
| Greci                                                    | 1.383   |